# Begraafplaats van Pecq
De Begraafplaats van Pecq is een gemeentelijke begraafplaats in de Belgische gemeente Pecq. Ze ligt 580 m ten noorden van het centrum van de gemeente aan de Rue de Courtrai (N50) en heeft een rechthoekig grondplan met een oppervlakte van ongeveer 7.700 m². Vlak bij de toegang staat een gedenkteken voor de slachtoffers uit beide wereldoorlogen.

## Britse oorlogsgraven
Op de begraafplaats liggen 2 Britse gesneuvelden uit de Eerste Wereldoorlog. Zij stierven op 6 november 1918. 
Er liggen ook 17 Britse gesneuvelden (waaronder 2 niet geïdentificeerde) uit de Tweede Wereldoorlog. Zij waren leden van het Britse Expeditiekorps die strijd leverden tegen de oprukkende Duitse troepen. Zij kwamen om tussen 20 en 23 mei 1940.
De graven worden onderhouden door de Commonwealth War Graves Commission en zijn daar geregistreerd onder Pecq Communal Cemetery.